# 사이타마현 제15구
사이타마현 제15구(일본어: 埼玉県第15区)는 일본의 중의원 선거구이다. 1994년 일본 공직선거법이 개정되면서 신설되었다.

## 지역
- 사이타마시
  - 사쿠라구
  - 미나미구
- 가와구치시 (시바무라 출장소 관내지역 중 JR 게이힌 도호쿠 선 주변 지역, 가와구치 시 제50, 54~56투표구역)
  - 시바신 정, 시바5초메, 시바히노쓰메1·2초메, 오야시바 3102-3198번지, 시바코시1초메 1-11번지, 시바쓰카하라1초메 1-4번지, 시바조노초, 시바후지1·2초메
- 와라비시
- 도다시

2017년에는 선거구 개편으로 사이타마현 제2구에서 가와구치시의 일부 지역이 넘어왔다.